# De Bersacques (landmetersfamilie)
De landmetersfamilie de Bersacques was tussen eind 16de eeuw en midden 18de eeuw een familietak van beëdigde landmeters in de Zuidelijke Nederlanden.

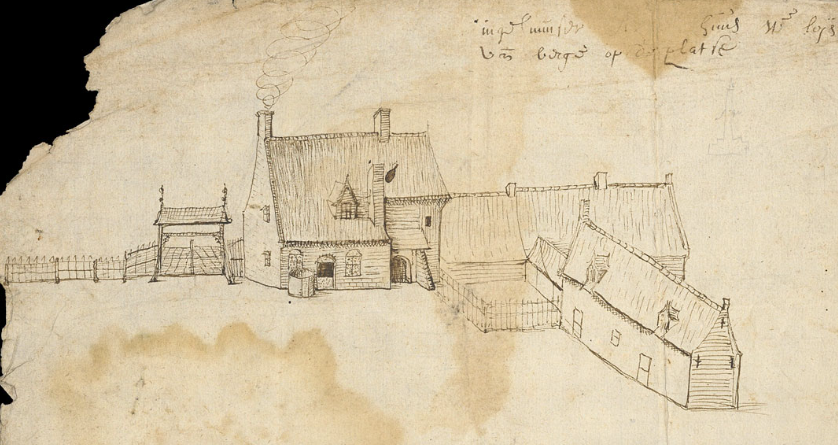
Woning te Ingelmunster voor 1637

## Oorsprong
Mogelijks zijn ze afstammelingen van de uit Sint-Omaars afkomstige De Bersacques en afstammelingen van het nobele geslacht van ridder Jacques de Bersacques, heer van Neuville en Friaucourt, geboren in 1330 Abbeville, schepen van Saint-Riquier (1362-1375) en burgemeester tot zijn overlijden in 1379. Al verschijnen ze niet in een gekende stamboom.

## Leden
De bekendste leden waren:
- Pieter de Bersacques (1578-1626)
  - Jacques de Bersacques (1600-1638)
  - Louis I de Bersacques (1609-1646)
    - Eduard I de Bersacques (voor 1632)
    - Albert de Bersacques (1632-1718)
    - Joseph de Bersacques (1636-170?)

  - Jan of Jean de Bersacques (1624-1652)

- Eduard I de Bersacques (1640-1651)
- Albert I de Bersacques (1655-1708)
- Joseph de Bersacques (1661-1705)
- Louis II de Bersacques (1668-1687)
- Albert II de Bersacques (1708-1717)
- Maximiliaan de Meulenaere (1714-1735)
- Catherine Margriete de Bersacques (1738-1744)

Er waren ook vertakkingen met de families Coelembier en De Meulenaere.